# 수성 알파시티
수성 알파시티는 대구광역시 수성구 대흥동에 개발 중인 IT 산업 단지다.

## 변경
당초에는 수성의료지구를 계획하고 의료 관련 기업·기관을 입주할 목표였지만 여러 가지 무산·차질로 인해 일부 IT 기업·기관들이 입주했고 이후 수성의료지구가 수성 알파시티로 개발 사업 계획이 변경됐다.

## 입주 기업, 기관
- 한전KDN

## 시설
- IT시설
- 유통상업시설